# Miliusa andamanica
Miliusa andamanica är en kirimojaväxtart som först beskrevs av George King, och fick sitt nu gällande namn av Achille Eugène Finet och François Gagnepain. Miliusa andamanica ingår i släktet Miliusa och familjen kirimojaväxter. Inga underarter finns listade i Catalogue of Life.